# Коричневий рис
Коричневий рис — це цільнозерновий рис із видаленою неїстівною зовнішньою оболонкою. Цей вид рису позбавляється зовнішньої оболонки або лушпиння, але висівки та зародковий шар залишаються, утворюючи коричневий або коричневий колір рису. Білий рис — це те саме зерно без оболонки, висівкового шару та зародків злаку. Червоний рис, золотий рис і чорний рис (також званий фіолетовим рисом) — це цілі риси з різними пігментованими зовнішніми шарами.

## Час приготування
Коричневий рис, як правило, потребує довшого часу варіння, ніж білий рис, якщо він не подрібнений або не очищений від борошна (це висівки перфорують, не видаляючи їх). Дослідження 2003 року показали, що час приготування від 35 до 51 хвилини. Для «конвертованого» або пропареного рису необхідний менший час приготування.

## Зберігання
Коричневий рис має термін придатності приблизно 6 місяців, але герметичне зберігання, охолодження або заморожування може значно продовжити його життя. Заморожування, навіть періодичне, також може допомогти контролювати інвазію індійської борошняної молі.

## Харчування
Зварений довгозернистий коричневий рис складається з 70 % води, 26 % вуглеводів, 3 % білків і 1 % жиру. В орієнтовній кількості 100 грамів (3,5 унція), варений коричневий рис містить 123 калорії харчової енергії та є багатим джерелом (20 % або більше добової норми, DV) марганцю (36 % DV) і помірним джерелом (11-17 % DV) магнію, фосфору, ніацину і тіаміну.
| Rice, brown, long-grain, cooked Харчова цінність в 100 г продукту |          |
| --- | -------- |
| Енергетична цінність 123 ккал / 514 кДж |          |
| \| Вода \| 70.3 g \| \| Білки \| 2.74 g \| \| Жири \| 0.97 g \| \| Вуглеводи \| 25.6 g \| \| дисахариди \| 0.24 g \| \| \| \| \| Тіамін (B1) \| 0.18 мг \| \| Рибофлавін (B2) \| 0.07 мг \| \| Ніацин (B3) \| 2.56 мг \| \| Пантотенова кислота (B5) \| 0.38 мг \| \| Піридоксин (B6) \| 0.123 мг \| \| Фолацин (B9) \| 9 мкг \| \| \| \| \| Кальцій \| 3 мг \| \| Залізо \| 0.56 мг \| \| Магній \| 39 мг \| \| Фосфор \| 103 мг \| \| Калій \| 86 мг \| \| Натрій \| 4 мг \| \| Цинк \| 0.71 мг \| \| \| \| |          |
| Link to USDA FoodData Central entry Джерело: USDA Nutrient database |          |
| Вода | 70.3 g   |
| Білки | 2.74 g   |
| Жири | 0.97 g   |
| Вуглеводи | 25.6 g   |
| дисахариди | 0.24 g   |
| |          |
| Тіамін (B1) | 0.18 мг  |
| Рибофлавін (B2) | 0.07 мг  |
| Ніацин (B3) | 2.56 мг  |
| Пантотенова кислота (B5) | 0.38 мг  |
| Піридоксин (B6) | 0.123 мг |
| Фолацин (B9) | 9 мкг    |
| |          |
| Кальцій | 3 мг     |
| Залізо | 0.56 мг  |
| Магній | 39 мг    |
| Фосфор | 103 мг   |
| Калій | 86 мг    |
| Натрій | 4 мг     |
| Цинк | 0.71 мг  |
| |          |

## Миш'як
Миш'як є в природному середовищі і може бути наявним у звичайних зернах, таких як коричневий рис. Хоча рис може поглинати миш'як легше, ніж інші культури, рис залишається основним продуктом добре збалансованої дієти, особливо якщо він збагачений мікроелементами в рисових кашах для немовлят.
Варіння коричневого рису в гарячій воді може знизити вміст неорганічного миш'яку на 40-60 %, хоча цей спосіб приготування також зменшує вміст мікроелементів.

## У В'єтнамі
Коричневий рис широко культивується у В'єтнамі переважно в північних і центральних провінціях. Згідно зі статистичними даними Міністерства сільського господарства та сільського розвитку, площа вирощування коричневого рису у В'єтнамі у 2023 році сягала 150 000 гектарів із виробництвом 1,2 мільйона тонн. Коричневий рис має високу економічну цінність і популярний на ринку. Ціна коричневого рису зазвичай вище білого на 10-20 %. Коричневий рис має великий потенціал для розвитку у В'єтнамі. Коричневий рис може стати основним експортним продуктом В'єтнаму.

## Галерея

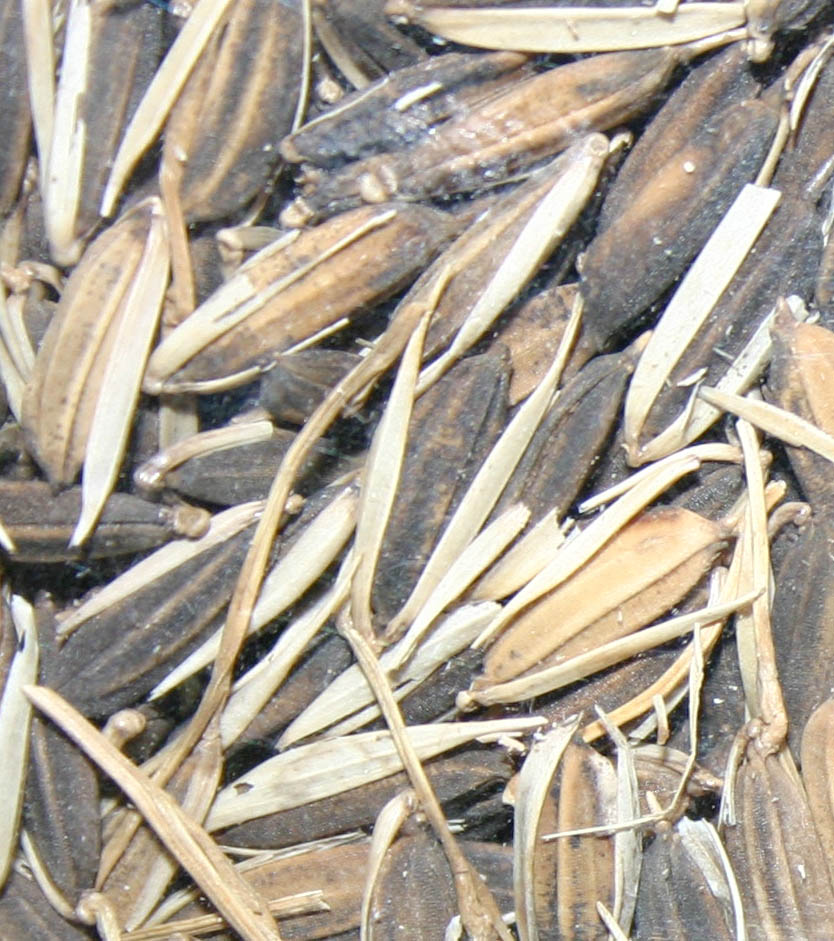
Африканський рис у її лушпинні (насіннєвий рис, проросте)
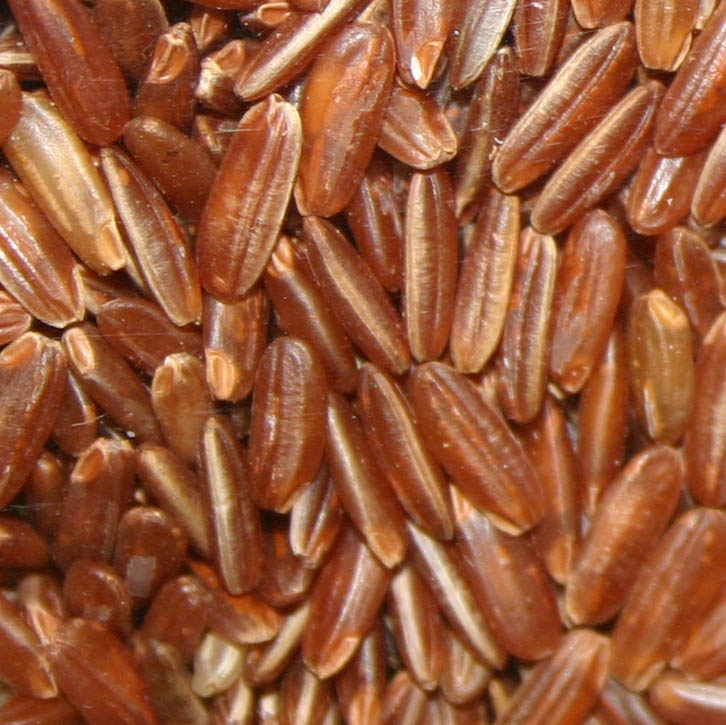
Той самий рис, лущений (цілий коричневий рис) (колір залежить від сорту)
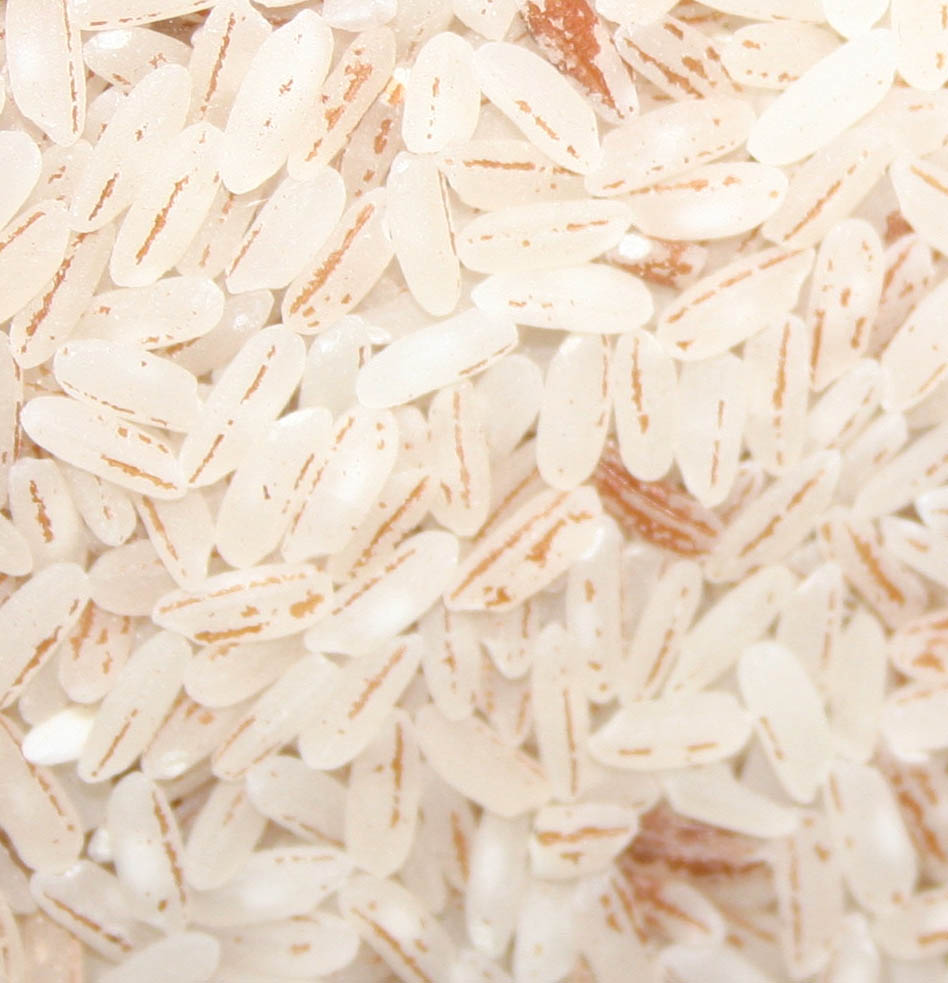
Той самий рис, з якого майже всі висівки та зародки видалені, щоб зробити білий рис